# Chiesa di Santa Maria in Lampio
La chiesa di Santa Maria in Lampio in Villafranca è la chiesa della frazione Villafranca di Forlì. È una delle parrocchie della Diocesi di Forlì-Bertinoro. Sorge sulla via Lughese, che da Forlì conduce a Lugo, nella provincia di Ravenna e si trova nelle vicinanze del fiume Montone.

## Storia
Come per la vicina chiesa di San Martino in Villafranca, anch'essa lungo la via Lughese (più vicina a Forlì), anche per questa chiesa la prima menzione si ha nel 1312, nel medesimo atto notarile che attesta un lascito alle chiese della zona. La dicitura con cui viene definita è S.te Marie in Villafranca e Ample, da cui poi è derivato il termine deformato Lampio. 
Nel Settecento risulta una visita pastorale di Papa Innocenzo XIII in cui figura un'indulgenza per la chiesa (1722) e fra il 1777 e il 1810 risulta notizia della predisposizione di sepolture per i parroci a partire da don Andrea Rapa. 
Alla fine dell'Ottocento l'edificio viene citato nel Catasto Pontificio 1813, Mappa di Villafranca Foglio IX - Aggiornamento 1895, conservato presso l’Archivio di Stato di Forlì.
Nel Novecento, dopo che nel 1920 la chiesa diventa parrocchia, si hanno interventi di ristrutturazione e ampliamento che riguardano due cappelle laterali per i confessionali, un nuovo pavimento (piastrelle in cemento esagonali bianche e rosse) e un campanile realizzato nel 1934 su progetto dell'ingegner Gino Cervesi in calcestruzzo armato con mattoni in faccia vista. Ulteriori interventi si rendono necessari durante e dopo la Seconda Guerra Mondiale: a causa del danneggiamento dei muri la sagrestia viene adattata a chiesa con la chiusura provvisoria dell'arco nell'altare maggiore nel 1944 (la chiusura sarà poi rimossa nel 1945) e il campanile, minato dai tedeschi e in parte distrutto, viene ricostruito nel 1959. Nel 1982 vengono ultimati i restauri con il tetto consolidato e ripristinato con travi in calcestruzzo armato e nuovi coppi.
Nel 2016 si finiscono i lavori di un nuovo intervento di restauro con particolare attenzione al problema dell'umidità. Con il rifacimento della pavimentazione (2012-2016), quando al pavimento novecentesco se ne sostituisce uno in cotto, vengono rinvenute alcune sepolture, una più grande, contrassegnata da una lastra tombale e contenente i resti di sei individui fra cui una bambina probabilmente appartenenti alla famiglia Alberi. Nel pavimento è stato inserito un vetro per poter ispezionare la sepoltura. Un secondo ritrovamento, invece, riguarda la probabile sepoltura di un guerriero, data la presenza di una spada e un elmo, ma la mancanza di epigrafi rende difficile contestualizzare i resti.

## Descrizione

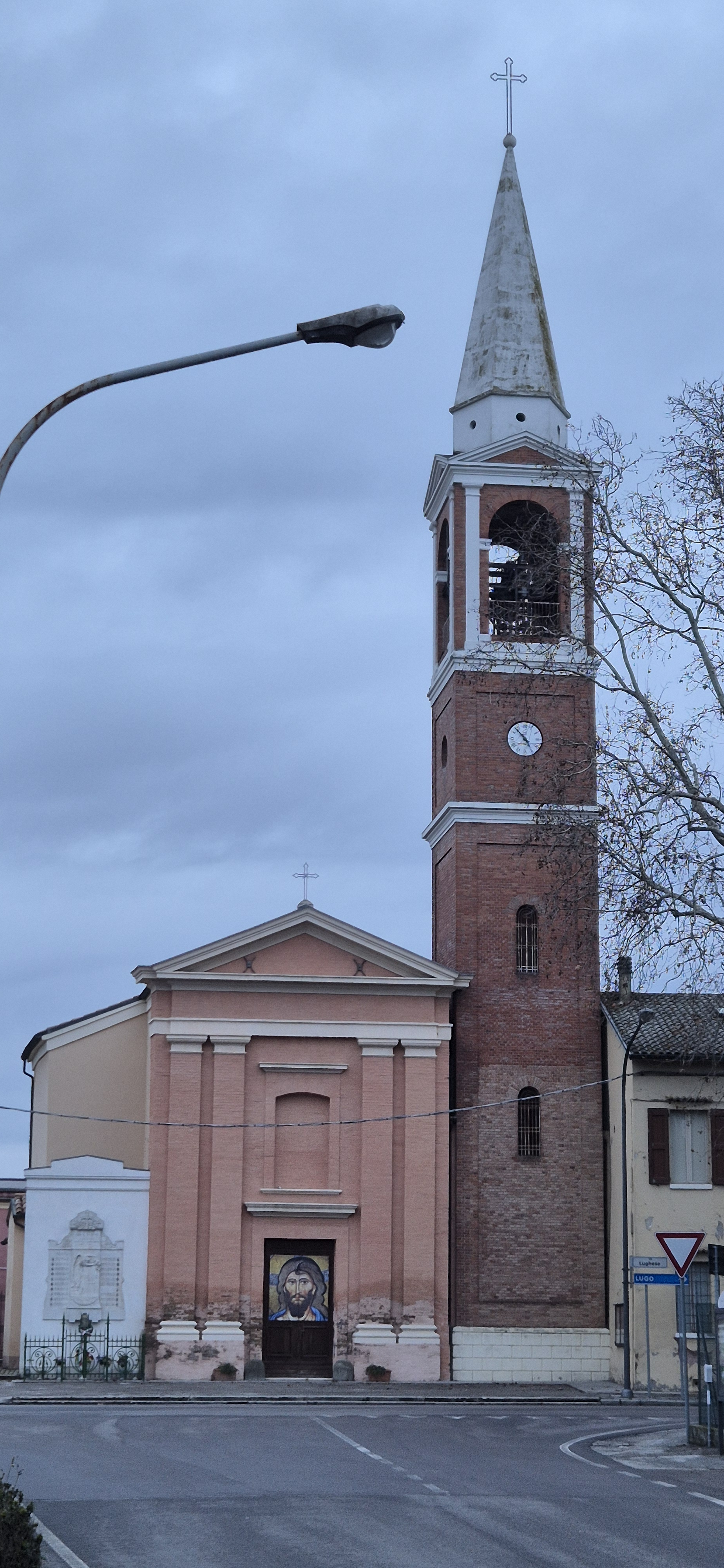
Chiesa di Santa Maria in Lampio, Villafranca, Forlì (facciata)

La pianta della chiesa è longitudinale con una sola navata in cui si aprono due cappelle laterali che danno una forma a croce latina. Lo studio della pavimentazione operato in occasione dei restauri dei primi anni 2000 ha trovato tracce dell'antica abside che era in corrispondenza dell'attuale facciata. Risponde a un criterio religioso, infatti, che l'abside si trovasse a est (dove al mattino sorge il sole) e non a ovest come ora è orientata. Tuttavia probabilmente l'inversione è avvenuta per favorire l'accesso alla strada, già importante via di percorrenza.

### Esterno
L'esterno si presenta con facciata di stile neoclassico con paramento murario in mattoni di laterizio a faccia vista. Le decorazioni, basi delle lesene, capitelli e profilature, sono invece in pietra bianca e così la chiesa presenta i colori tipici dell'architettura padana a partire dal periodo romanico, ovvero rosso e bianco. Le lesene danno slancio alla facciata che termina con un timpano modanato. Il portone è in legno e non presenta decorazioni notevoli.

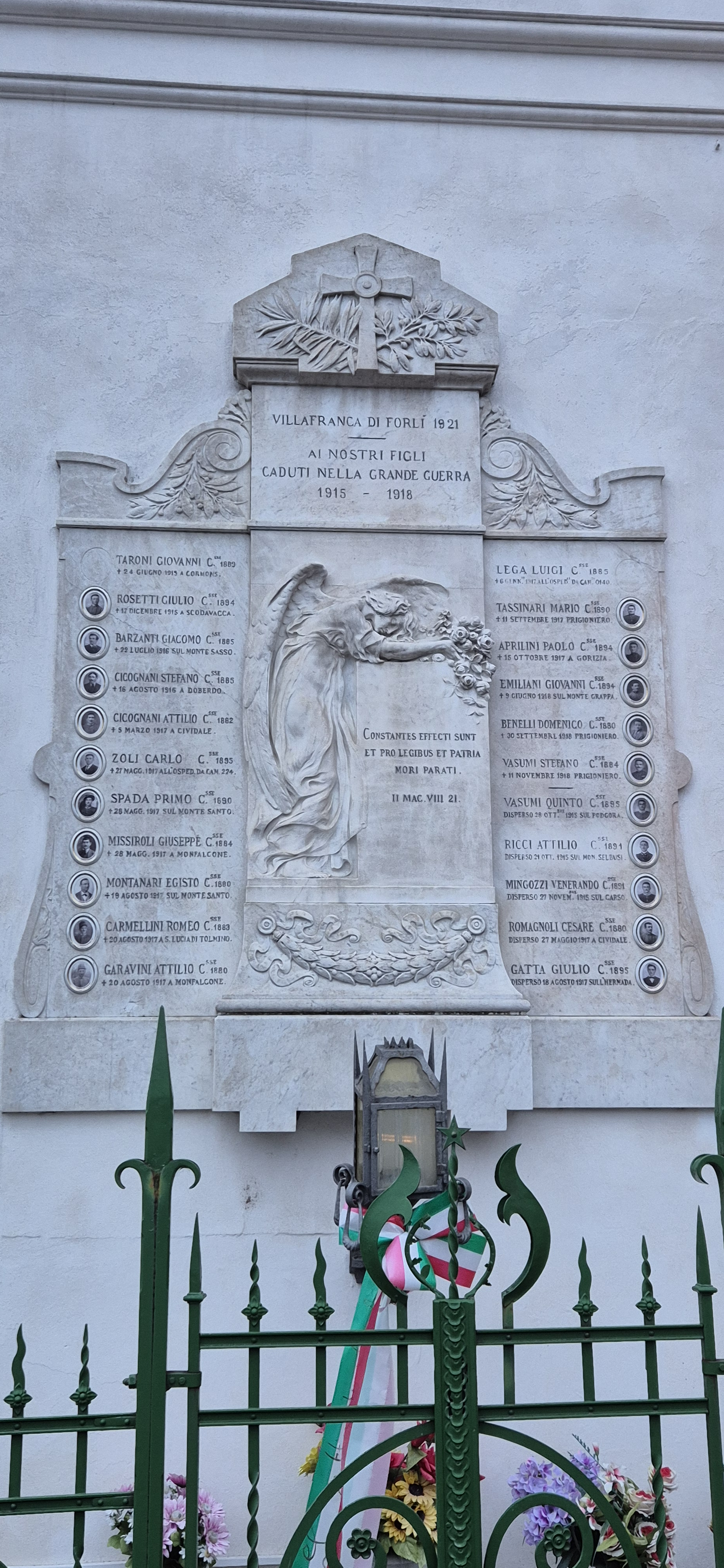
Monumento ai Caduti della Grande Guerra, Villafranca, Forlì

La facciata è inquadrata fra il campanile a destra e un monumento ai Caduti della Prima guerra mondiale realizzato nel 1921, in marmo e che presenta una figura alata che reca in mano dei fiori ed è china su un sepolcro. In alto si legge la scritta dedicatoria con un rilievo di festoni e una croce, mentre ai lati si trovano i nomi e le fotografie dei caduti
Il campanile attuale sorge a destra della facciata, mentre un antico campanile era sul lato nord occidentale della chiesa. Questo viene rimosso e sostituito nel 1934 da un campanile progettato dall'ingegner Gino Cervesi, nell'angolo sud orientale, dove si trova tuttora. La struttura di Cervesi, in cemento armato, prevede una base rivestita in pietre e l'elevazione in mattoni che termina con un'apertura ad arco a tutto sesto con cornice in pietra e sopra ancora una cuspide a pianta esagonale terminante con una croce di 240 cm. La struttura che si vede ora è stata ricostruita dopo i danni della guerra, dato che la parte alta del campanile era stata distrutta. La ricostruzione del 1959 ha riproposto il campanile com'era nel progetto di Cervesi a eccezione di alcune semplificazioni, ovvero la scomparsa di modanature  e la scelta di lesene doriche invece che corinzie nella cella campanaria. La struttura, semplice, ma armonizzata con la facciata, è alta 39 metri in totale.

### Interno
La chiesa presenta quattro campate, di cui l'ultima è occupata dal presbiterio sopraelevato di un gradino. Le cappelle laterali sono documentate fin dal XVII secolo con altari lignei e voltate a botte. Quella a sinistra è dedicata a Sant'Antonio da Padova con una statua lignea del santo e quella corrispondente a destra è dedicata Sant'Antonio Abate e anch'essa ha al suo interno una statua lignea. Sono presenti altre cappelle laterali. La sagrestia è una semplice sala di forma rettangolare. Vicino all'ingresso in corrispondenza della base dell'attuale campanile, si trova il battistero.
Nel 1868 Pompeo Randi affresca la cupola e i pennacchi della zona presbiteriale. Nella cupola, di diametro di 5 metri, Randi realizza L'Incoronazione della Vergine. L'affresco è stato in parte ripreso nel Dopoguerra per problemi conservativi e necessiterebbe di un restauro. Nei pennacchi, invece, Randi dipinge i profeti che riproducono in maniera puntuale quelli di Gianfrancesco Modigliani che il pittore aveva avuto modo di studiare nella Chiesa dei Cappuccini a Forlì (nota come Santa Maria del Fiore), dove aveva preso dei cartoni che ha poi riutilizzato nella presente chiesa.